# Задніпровський район
Задніпровський район (рос. Заднепровский район) — один з адміністративних районів міста Смоленська. 

## Географія
Район розташований в північній частині міста на правому березі Дніпра. Особливістю району є його велика протяжність порівняно з іншими районами міста: довжина зі сходу на захід становить 28 кілометрів, а площа — 101,41 км². 

## Історія

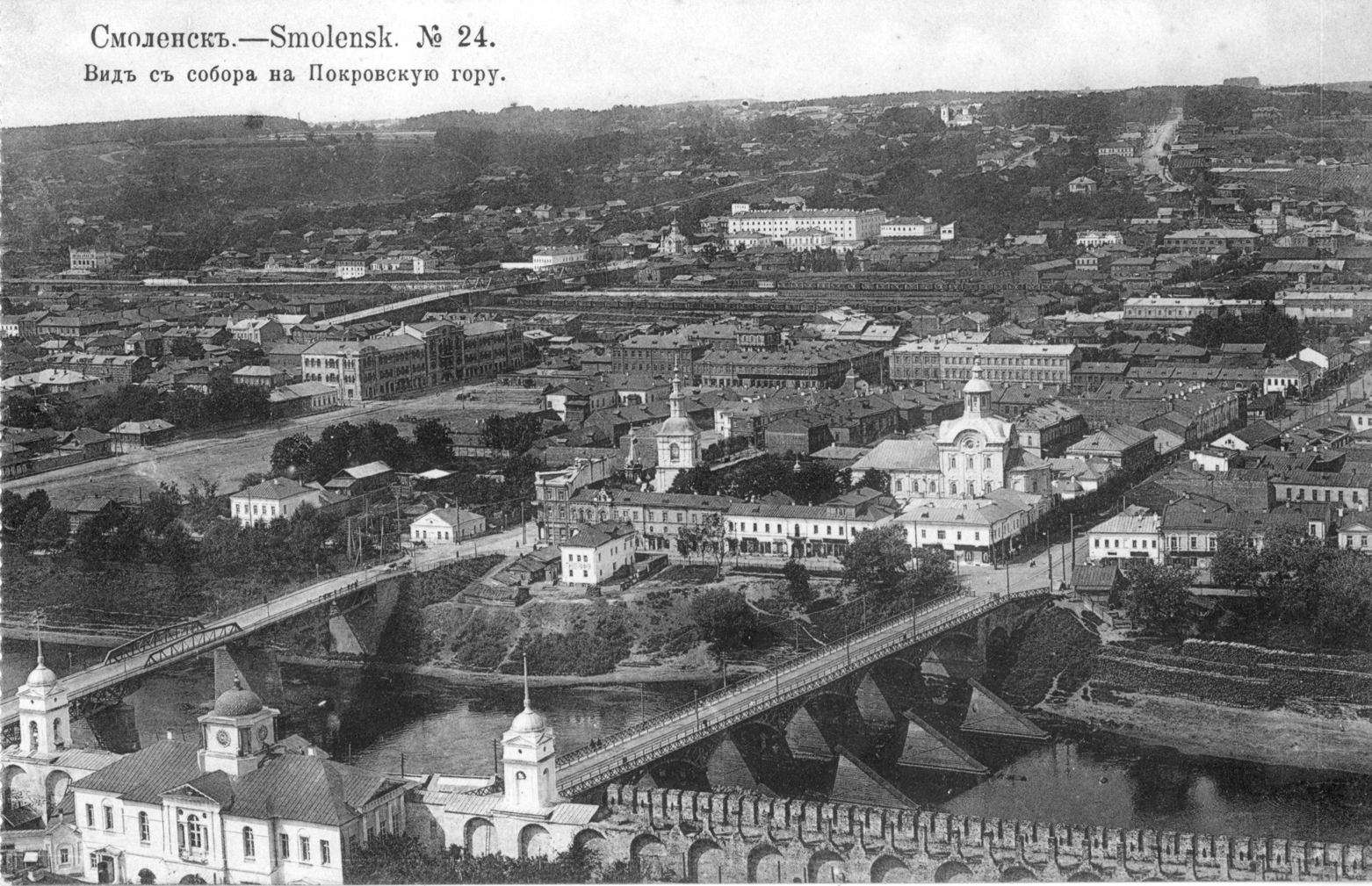
Вид на Задніпровський район з Соборної гори. Фотографія початку ХХ століття.

Поняття «Задніпров'я» виникло в древні часи становлення міста Смоленська. Під Задніпров'єм розуміється правобережна частина міста, розташована між річками В'язовенькою на сході та Шклянною на заході. 
Утворення Задніпровського адміністративного району відбувалося двічі. Перший раз — 21 липня 1936 року, коли місто Смоленськ було розділено на три райони: Задніпровський, Сталінський та Красноармійський. Однак 12 грудня 1957 року районний поділ було скасовано, райони (в тому числі і Задніпровський) як адміністративно — територіальні одиниці розформовані. 
Другий раз — утворений указом президії Верховної Ради РРФСР № 673 від 5 липня 1965 року. 

## Транспорт
На території району розташований великий залізничний вузол (див. Смоленськ-Центральний, Смоленськ-Сортувальний), автовокзал та військовий аеродром Північний. Міський транспорт представлений автобусами, маршрутними таксі та трамваями. 

### Вулично-дорожня мережа
Протяжність доріг становить 256,7 км, з них з асфальтовим покриттям — 105,7 км, ґрунтових — 151 км. 
Основні магістралі: Вітебське шосе, вул. Лавочкіна, вул. Фрунзе, вул. Кутузова, вул. Маршала Єрьоменка, вул. 12 років Жовтня, вул. Свердлова, Московське шосе, вул. Кашена, вул. Автозаводська. 

### Мости
Промисловий та Ленінський райони міста з Задніпров'єм пов'язують три автомобільні мости через Дніпро. Над залізничними коліями зведено п'ять шляхопроводів. Значущу роль відіграє П'ятницький шляхопровід, який з'єднує з півночі Вітебське шосе і з півдня вулицю Кашена через віадук із залізничним вокзалом. 

## Інфраструктура

### Загальноосвітні установи
У районі створена розвинена система освіти, основу якої складають загальноосвітні заклади. У районі діють: 

#### Дошкільні та шкільні загальноосвітні установи
- 24 дошкільних заклади, в тому числі 18 муніципальних і 6 відомчих;
- 15 муніципальних загальноосвітніх установ;
- вечірня (змінна) загальноосвітня школа № 1;
- Краснобірська санаторно-лісова школа;
- Смоленський фельдмаршала Кутузова кадетський корпус;
- Міжшкільний навчальний комбінат Задніпровського району.

#### Освітні заклади додаткової освіти
- 14 дитячих клубів за місцем проживання Муніципального підліткового центру «Смоленські двори» управління освіти та молодіжної політики Адміністрації міста;
- професійне училище № 13.

#### Вищі навчальні заклади
- Академія права та управління (інститут). Смоленський філія;
- Військова академія військової протиповітряної оборони Збройних Сил Російської Федерації ім. маршала Радянського Союзу А. М. Василевського;
- Російський державний відкритий технічний університет шляхів сполучення. Смоленська філія;
- Саратовська державна академія права. Смоленська філія;
- Московський Державний університет сервісу. Смоленська філія;
- Філія державного утворення установи вищої професійної освіти Московський державний університет технологій та управління;
- Московська академія економіки та права. Смоленська філія.

### Охорона здоров'я
Заклади охорони здоров'я 
- МЛПУ «Клінічна лікарня № 1»;
- МЛПУ «Стаціонар № 2 міської дитячої клінічної лікарні м. Смоленська»;
- МЛПУ «Дитяча клінічна лікарня», поліклініка № 5;
- МЛПУ «Дитяча клінічна лікарня», поліклініка № 6;
- МЛПУ «Стоматологічна поліклініка № 1»;
- МЛПУ «Поліклініка № 7»;
- МЛПУ «Поліклініка № 8»;
- СМУП «Стоматологічна поліклініка № 4»;
- ММУ «Смоленська ЦРЛ»;
- НУЗ «Відділкова лікарня на станції Смоленськ ВАТ "РЖД"», поліклінічне відділення № 1;
- НУЗ «Відділкова лікарня на станції Смоленськ ВАТ "РЖД"», поліклінічне відділення № 2;
- МЛПУ «ССМП підстанція № 2 "Королівка"»;
- МЛПУ «ССМП підстанція № 4 "Гньоздово"»;
- МЛПУ «ССМП підстанція "Білоруська Сортувальна "»;
- ФДУ 421 ВГ МВО Міноборони Росії;
- МЛПУ «Клінічна лікарня № 1», жіноча консультація;
- госпіс.

На території району розташовані спеціалізований Будинок дитини, санаторій «Червоний Бір», тубдиспансер.

### Установи культури
- ДКЖ в м. Смоленську дирекції соціальної сфери МЗ — філії ВАТ «РЖД»;
- 3 муніципальних установ культури — МУК клубного типу Будинок культури мікрорайону Гнєздово, МУК клубного типу «Будинок культури мікрорайону Сортировка»,
- МУК «Культурний центр "Задніпров'я"»;
- бібліотеки — 9, в тому числі 4 — дитячі;
- 3 музичних школи.

### Об'єкти торгівлі, громадського харчування та побутового обслуговування
- магазини, торгові центри, торгові будинки — 259;
- кіоски, павільйони — 247;
- підприємства оптової торгівлі — 97;
- підприємства громадського харчування — 127;
- підприємства побутового обслуговування — 254;
- 5 ринків — речовий ринок ТОВ «Задніпров'я», СМУП «Задніпровський продовольчий ринок», ринок «Трійка» ТОВ «Універсал—сервіс», ринок«Смоленський» ТО «Біт», ринок продовольчих та непродовольчих товарів «Смоленський привоз»;
- аптеки, аптечні пункти — 60;
- автостоянки, автопарковки — 32;
- автозаправні станції — 18.

### Рекреація
На території району розташовані великі лісові масиви, лісопосадки, розплідники. Зона відпочинку Червоний Бір є найбільшою в місті. У літній час місцями масового відпочинку є озера Ключове та Дубровенка. 
Також в цьому районі розташований лісопарк «В'язовенька», уздовж однойменної річки В'язовенька, лівої притоки Дніпра. Створено, як комплексна пам'ятка природи та місце відпочинку містян 1981 року. У парку на лівому березі річки В'язовенької розташоване городище. Городище є древнім укріпленим поселенням, яке було засноване дніпро-двинськими племенами ранньої залізної доби в другій половині I тисячоліття до н.е., однак воно проіснувало недовго. У третій чверті I тисячоліття н. е. городище почали використовувати тушемлинські племена як притулок, де були зроблені знахідки фрагментів грубого ліпного глиняного посуду, залізних ножів, уламка сокири, частини срібної шийної гривні VI ст. і глиняного пряслиця. Городище має особливе планування. Влаштовано у вигляді трикутника на високому мисі корінного берега, складається з трьох майданчиків, розташованих уступами. Нижній південний майданчик, розміром 20 на 20 метрів. Середній майданчик розміром 60 на 30 метрів. Верхній північний майданчик, розміром 55 на 25 метрів, по північному краю захищений валом, був місцем проживання людей як у другій половині I тисячоліття до н.е., так і в третій чверті I тисячоліття н.е. 

#### Спортивні споруди
- стадіони з трибунами — 1;
- площинні спортивні споруди — 69;
- спортивні зали — 27;
- плавальні басейни — 1;
- лижні бази — 2.

### Комунальна сфера
- муніципальні ЦТП — 48;
- муніципальні котельні  — 26;
- відомчі котельні, що обслуговують житловий фонд та соціальну сферу — 17;
- відомчі транспортних підстанцій — 20;
- водозабірні свердловини СМУП «Міськводоканал» — 43;
- відомчі водозабірні свердловини — 35;
- водозабори СМУП «Говодоканал» — 2;
- відомчі водозабори — 5;
- шахтні колодязі — 98:

Протяжність мереж: 
- мережа МУП «Смоленськ тепломережа» — 77,5 км;
- теплова мережа відомчих підприємств — 10,7 км;
- відомча мережа холодного водопостачання — 45,6 км;
- відомча мережа водовідведення — 6,8 км.

## Пам'ятники
На території Задніпровського району розташовані унікальні пам'ятки історії та культури. Гньоздовські стародавні кургани, розташовані на території Задніпровського району — історичне місце, яке, за твердженням вчених-дослідників, дає розуміння, що це найдавніший Смоленськ, що Гньоздово — це 4 тисячі та більше засипаних курганів, найбільша курганна група в слов'янських землях, де в більшості курганів поховані слов'яни-кривичі. Це стародавнє поховання виникло на Великому шляху «із варяг у греки». 
У районі розташовані унікальні пам'ятки історії та культури, такі як церква Петра та Павла — пам'ятник смоленської архітектури 12 століття, церква святителя Миколая Чудотворця (Нижньо-Микільська) — 1747 р., церква Воздвиження Хреста (Хрестовоздвиженська) — 1766 — 1767 рр., Церква в ім'я святого великомученика та Побідоносця Георгія (Верхньо-Георгіївська)  — 1810 
Пам'ять про події минулої війни увічнені в меморіалах, обелісках, пам'ятних знаках, меморіальних дошках. 
На території району знаходяться 17 поховань радянських воїнів та мирних жителів, загиблих в роки війни, найбільші з них: 
- братське військове кладовище (вул. Фрунзе), де поховані 5652 радянських воїни, загиблі в боях за Смоленськ в 1941 і 1943 роках, в їх числі Герой Радянського Союзу Фабричний В.В. та генерал Власов Т.Л., командувач артилерією 16-ї армії, яка звільняла місто Смоленськ;
- братська могила 300 радянських військовополонених, замордованих фашистськими загарбниками в 1941—1943 рр. (Московське шосе);
- братське кладовище, де поховані 972 радянських солдатів та офіцерів, загиблих при обороні та звільненні міста Смоленська від фашистських загарбників, в їх числі Герой Радянського Союзу Карпов С.А. (вул. Ударників);
- братська могила 3000 радянських громадян, розстріляних фашистами (сел. В'язовенька);
- братська могила 500 військовополонених, закатованих у фашистському концтаборі (зал. ст. Колодня);
- братська могила 300 військовополонених, закатованих у фашистському концтаборі сел. Червоний Бір (сел. Серебрянка);
- братська могила 385 військовополонених, полеглих у боях від фашистських загарбників (сел. Анастасіно).

В пам'ять про бойові дії на території району встановлено обеліск «Багнет» з'єднанням 16-ї армії, що обороняла Задніпров'я 1941 року, пам'ятник «Танк Т-34» з'єднанням та частинам, які звільнили місто 25 вересня 1943 року, меморіальні дошки 129-й (будівля залізничного вокзалу) та 46-й (мікрорайон Колодня) стрілецьким дивізіям, пам'ятний знак на місці розташування 1941 року штабу Західного фронту (мікрорайон Гньоздово). 
У районі встановлено бюст двічі Герою Соціалістичної праці авіаконструкторові С.О. Лавочкіну, творцеві радянських винищувачів, що прославилися в роки війни.